# Cyrestis degraafi
Cyrestis degraafi är en fjärilsart som beskrevs av Walter Karl Johann Roepke 1938. Cyrestis degraafi ingår i släktet Cyrestis och familjen praktfjärilar. Inga underarter finns listade i Catalogue of Life.